# Albert Bray
Pour les articles homonymes, voir Bray.
Albert Bray, né le 24 mars 1884 à Moret-sur-Loing et mort le 18 septembre 1959 à Fontainebleau, est un architecte français.

## Biographie
Albert Louis Bray, naît le 24 mars 1884 à Moret-sur-Loing.
Il expose dès 1905 au Salon des artistes français où il obtient en 1910 une médaille de 2e classe, année où il est mis en hors-concours. Il reporte aussi cette année-là le prix du Palais de Longchamp. 
Bray est surtout célèbre pour être l'architecte en chef du palais de Fontainebleau de 1922 à 1954. Il est nommé architecte en chef des monuments historiques de Seine-et-Oise en 1925.